# Xerotyphlops
Xerotyphlops — рід змій родини сліпунів (Typhlopidae). Представники цього роду мешкають в Північній Африці, Західній і Центральній Азії та на Балканах.

## Види
Рід Xerotyphlops нараховує 6 видів:
- Xerotyphlops etheridgei (Wallach, 2002)
- Xerotyphlops luristanicus Torki, 2017
- Xerotyphlops socotranus (Boulenger, 1889)
- Xerotyphlops syriacus (Jan, 1864)
- Xerotyphlops vermicularis (Merrem, 1820)
- Xerotyphlops wilsoni (Wall, 1908)